# Albrecht Dürer

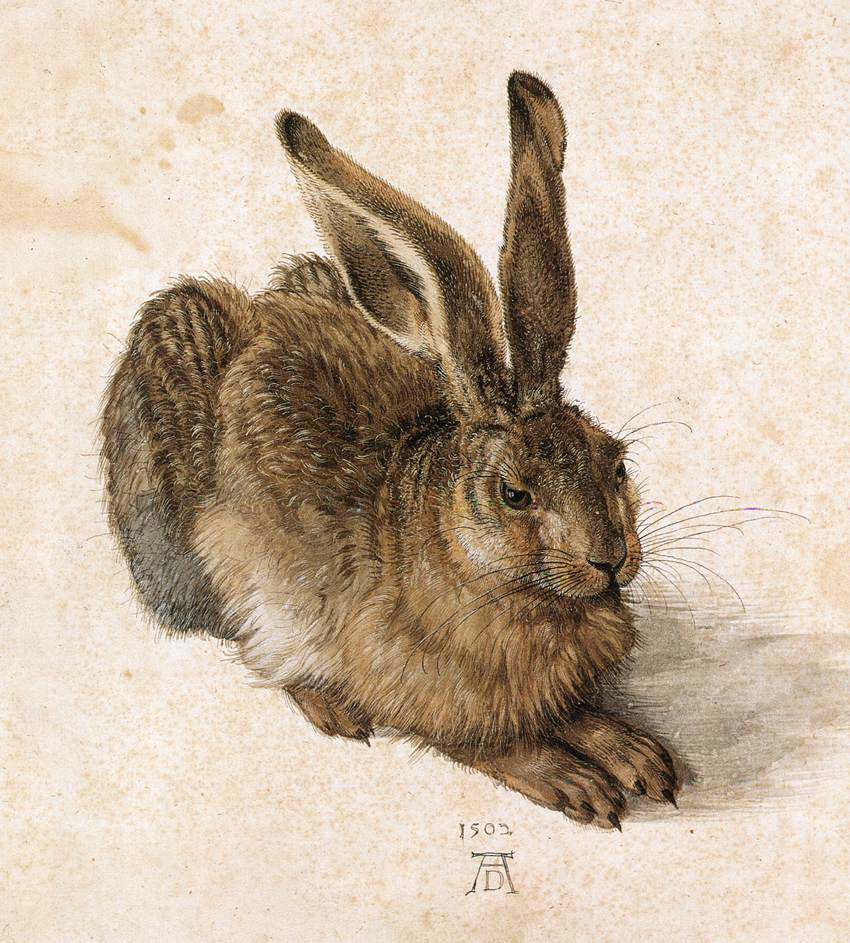
Jonge haas, waterverf, gouache, 1502, Albertina Wenen

Albrecht Dürer (Neurenberg, 21 mei 1471 - aldaar, 6 april 1528) was een Duits kunstschilder, tekenaar, maker van houtsneden en kopergravures, kunsttheoreticus en humanist uit de Noordelijke renaissance. De opkomst van de prentdrukkunst, die parallel loopt aan de ontwikkeling van de boekdrukkunst, maakt van Albrecht Dürer de populairste en invloedrijkste Noord-Europese kunstenaar uit deze periode. Zijn atelier specialiseerde zich in druktechnieken. Met name de kopergravure maakte een grote oplage mogelijk.

## Veelzijdig kunstenaar
Dürer is vooral bekend om zijn veelzijdigheid. Hij was een bezeten reiziger door Europa en Italië, niet alleen op zoek naar beelden van de renaissance, maar ook naar natuurlijke fenomenen, die hij met veel aandacht vast wist te leggen. Naast een meesterlijk schilder was hij ook een belangrijke graveur en schepper van houtsneden. Ook daar bleek de invloed van de Gotiek. Dürer was ook meetkundige. 
Dürer vormde met Matthias Grünewald (1475 - 1528), Lucas Cranach de Oudere (1472 - 1553) en Hans Holbein de Jongere (1497 - 1543) de voorhoede van de Duitse renaissance-schilderkunst. Zijn contacten met antiklerikale humanisten brachten hem ten slotte tot een hervormingsgezind standpunt.

## Biografie

### Geboorte en jeugd

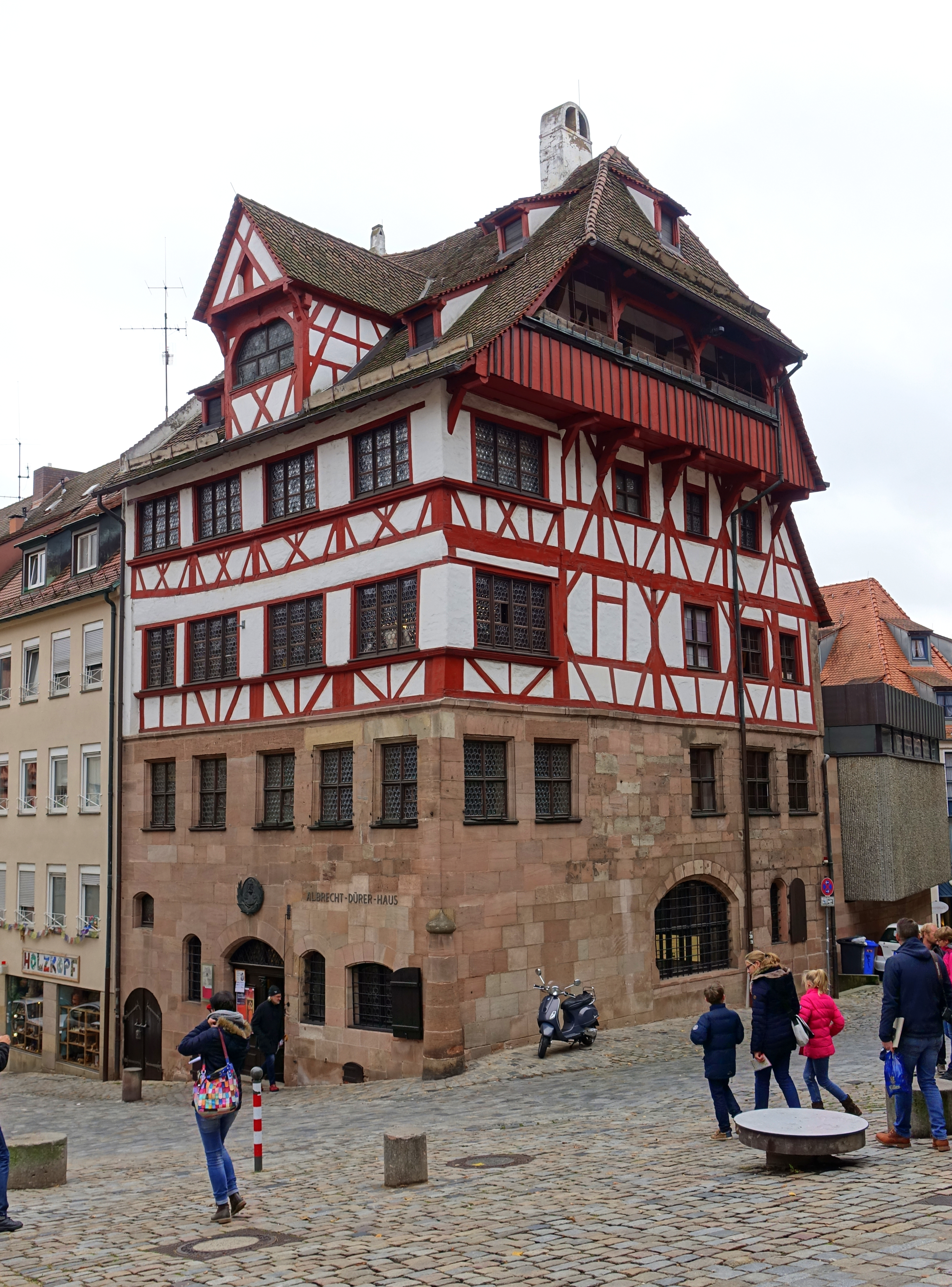
Het Albrecht Dürer-huis waar Dürer zijn atelier aan huis had, Tiergärtnertorplatz, Neurenberg, Duitsland

Dürer werd geboren in Neurenberg als de derde zoon van een Hongaarse goudsmid en Barbara Holper. Zijn vader, Albrecht Dürer de Oudere (oorspronkelijk Albrecht Ajtósi 1427-1502), was in 1455 van Ajtos bij Gyula in Hongarije verhuisd naar Neurenberg. De naam Dürer (Türer) komt van Ajtos, wat 'deur' betekent in het Hongaars. In 1467 trouwde Dürer de Oudere met de vijftienjarige Barbara, de dochter van zijn leermeester Hiëronymus Holper. Toen kon hij zelf als goudsmid een atelier beginnen.
Van beide ouders heeft hij een portret geschilderd. Zijn ouders hadden achttien kinderen, van wie er slechts drie volwassen werden: Albrecht, Andreas (1484-1555) en Hans (1490-ca. 1538). Anton Koberger was zijn peetvader, die in dezelfde straat, twee huizen verderop, woonde. Koberger was goudsmid, drukker en uitgever. In 1492 gaf Koberger de Kroniek van Neurenberg uit met houtsneden van Michael Wolgemuth.
Van 1477 tot 1483 bezocht Dürer de openbare Latijnse school in Neurenberg.

### Opleiding en huwelijk

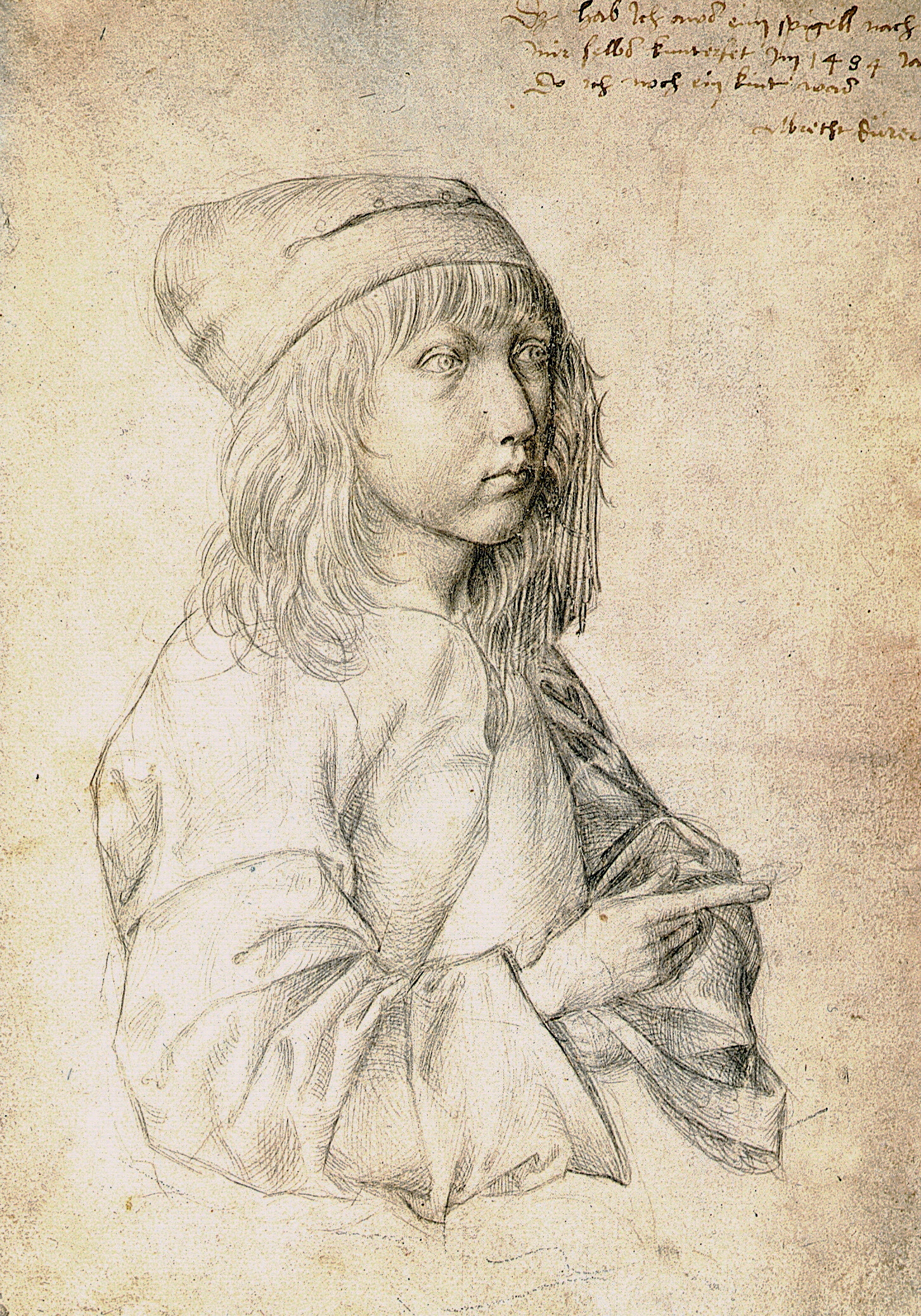
Vroeg zelfportret, 13 jaar oud

Dürer ging van 1484 tot 1486 in de leer bij zijn vader. Het oudst bekende werk van Dürer is geen edelsmeedkunst, maar een zelfportret uit 1484. Toen zijn talent voor tekenen evident werd, deed zijn vader hem in 1486 op vijftienjarige leeftijd in de leer bij de schilder en boekillustrator Michael Wolgemuth, waar hij onder andere houtgravuretechnieken en prentkunst met droge naald leerde. Wolgemuth was toen de leidende kunstenaar in Neurenberg. Na 1490 ging Dürer vier jaar reizen om elders verder te leren, onder meer bij Martin Schongauer en diens broers Caspar, Paul en Georg. Hij woonde tijdelijk in Bazel (Zwitserland) en in Straatsburg. Op 7 juli 1494 keerde hij terug naar Neurenberg, waar hij in het huwelijk trad met Agnes Frey.

### Eerste reis naar Italië (1494-1495)
Drie maanden na zijn huwelijk vertrok Dürer naar Italië, alleen, mogelijk omwille van een pestepidemie in Neurenberg. Hij maakte schetsen in waterverf terwijl hij door de Alpen trok. Sommige bleven bewaard, andere kunnen afgeleid worden van de precieze landschappen in zijn later werk. In Italië trok hij naar Venetië om er het werk van Italiaanse meesters te bestuderen. In 1495 was hij terug en opende zijn eigen atelier in Neurenberg.

### Neurenberg (1495-1505)
Na een ontmoeting met Frederik III van Saksen ('de Wijze') in april 1496, ontving Dürer van hem de opdracht om de Zeven Smarten Polyptiek te vervaardigen, die rond 1500 werd uitgevoerd. Frederik III zou in 1508 Het Martelaarschap van de Tienduizend bestellen.
In 1502 stierf zijn vader.

### Tweede reis naar Italië (1505-1507)
Tijdens zijn tweede reis naar Italië bezocht Dürer van 1506 tot 1507 Venetië.

### Neurenberg (1507-1520)
Vanaf 1512 werd de Duitse keizer Maximiliaan I, uit de dynastie der Habsburgers, zijn voornaamste opdrachtgever. Hij kende Dürer een lijfrente toe, en volgens een document van de kunstenaar zelf uit 1511, ook auteursrechtelijke bescherming tegen illegaal kopiëren van zijn grafische werk. Deze kopieën, vooral van Italiaanse makelij, doken in die jaren regelmatig op. Hij maakte voor de keizer onder meer De Triomfboog en verschillende portretten. 
In 1514 stierf zijn moeder.

### Reis naar de Nederlanden (1520-1521)

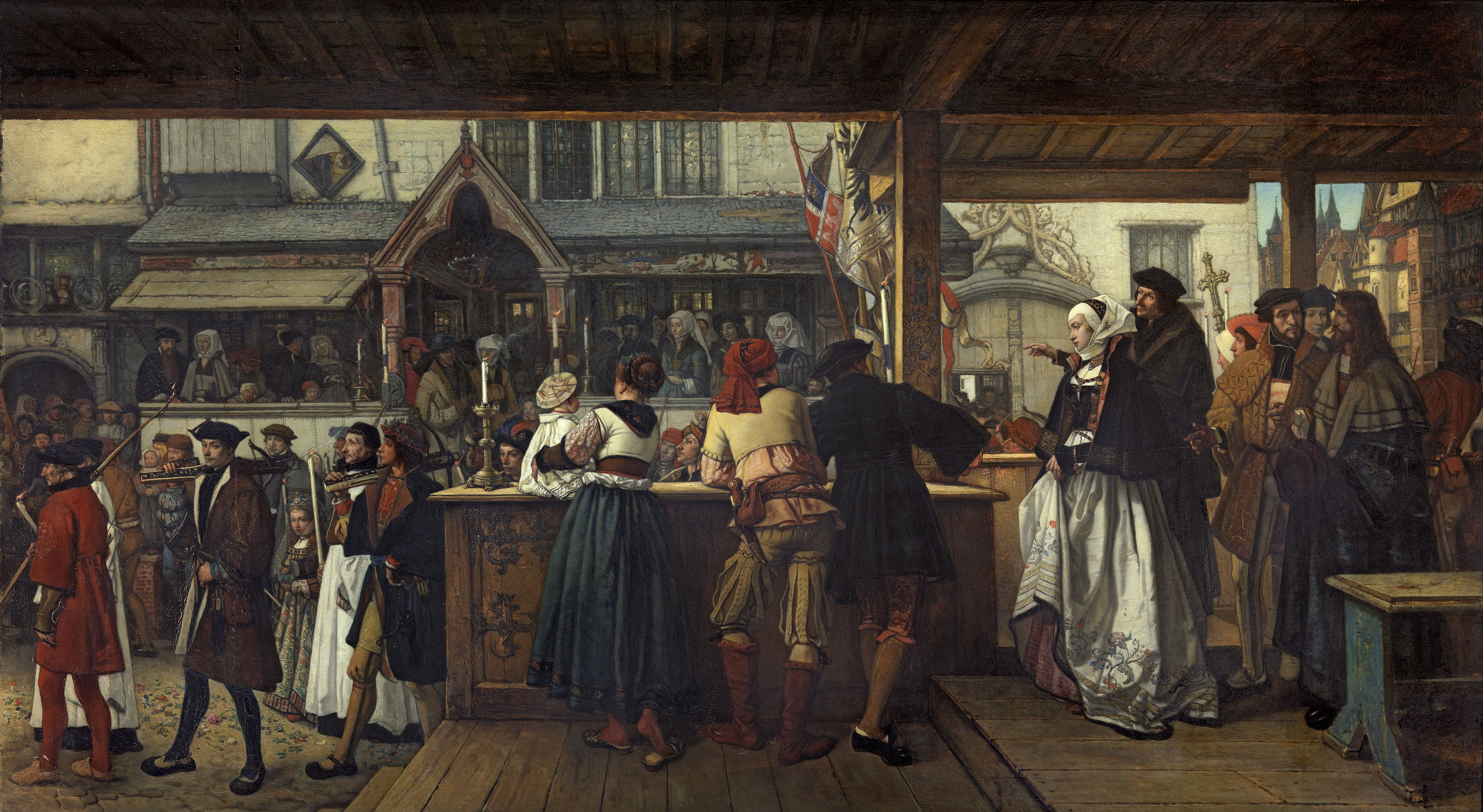
Bezoek van Albrecht Dürer aan Antwerpen in 1520, geschilderd door Henri Leys in 1855, Koninklijk Museum voor Schone Kunsten Antwerpen.

In de jaren 1520 en 1521 ondernam Dürer reizen naar de Bourgondische Nederlanden, Antwerpen en Brussel.
In juli 1520 maakte Dürer een reis om zich te verzekeren van de gunst van de nieuwe keizer van het Heilige Roomse Rijk, keizer Karel V, die in Aken gekroond zou worden. Dürer reisde met zijn echtgenote en haar dienstmeid via de Rijn naar Keulen en daarna naar Antwerpen, waar hij met veel eer ontvangen werd. Tussen augustus 1520 en mei 1521 ontmoette Dürer enkele malen Joachim Patinir, grondlegger van de Nederlandse landschapschilderkunst. Dürer bezocht Patinir's atelier en was te gast op diens bruiloft.
In juni 1521 ontmoetten Dürer en Lucas van Leyden elkaar, ze wisselden prenten uit en Dürer tekende bij die gelegenheid Van Leydens portret met zilverstift. Tijdens zijn elf maanden durende verblijf in de Nederlanden, waarvan acht maanden in Antwerpen, tekende Dürer meer dan honderd portretten. Hij bezocht ook Nijmegen, 's-Hertogenbosch en Brugge, waar hij Michelangelo's beeldhouwwerk de Madonna van Brugge zag. In Gent bezocht hij Van Eycks Lam Gods. Ook deed hij Zeeland aan.
De kunstenaar wilde zoveel mogelijk invloedrijke personen ontmoeten die voor hem konden pleiten bij Karel V. In juni 1521 bracht hij een bezoek aan Margaretha van Oostenrijk (1480–1530), die hem haar collectie schilderijen toonde. Vooral de steun die hij ontving van Margareta van Oostenrijk, een dochter van keizer Maximiliaan, tante van Karel V en landvoogdes van de Nederlanden, zou daarbij van groot belang blijken te zijn. In Brussel schilderde Dürer het portret van koning Christiaan II van Denemarken. In Brussel zag hij 'De dingen die naar de koning zijn gezonden uit het gouden land', de Azteekse schatten, die Hernan Cortés naar Karel V stuurde na de val van Mexico. Hij schreef dat de schat 'voor mij mooier was dan wonderen. Deze zaken zijn zo kostbaar dat hun waarde geschat wordt op 100.0000 florijnen'. Het dagboek dat hij tijdens zijn reis door de Nederlanden bijhield, vormt een rijke bron van informatie voor kunsthistorici. Met een verzekerde toelage, maar mogelijk besmet met malaria, keerde Dürer terug naar Neurenberg.

### Laatste jaren, Neurenberg (1521-1528)

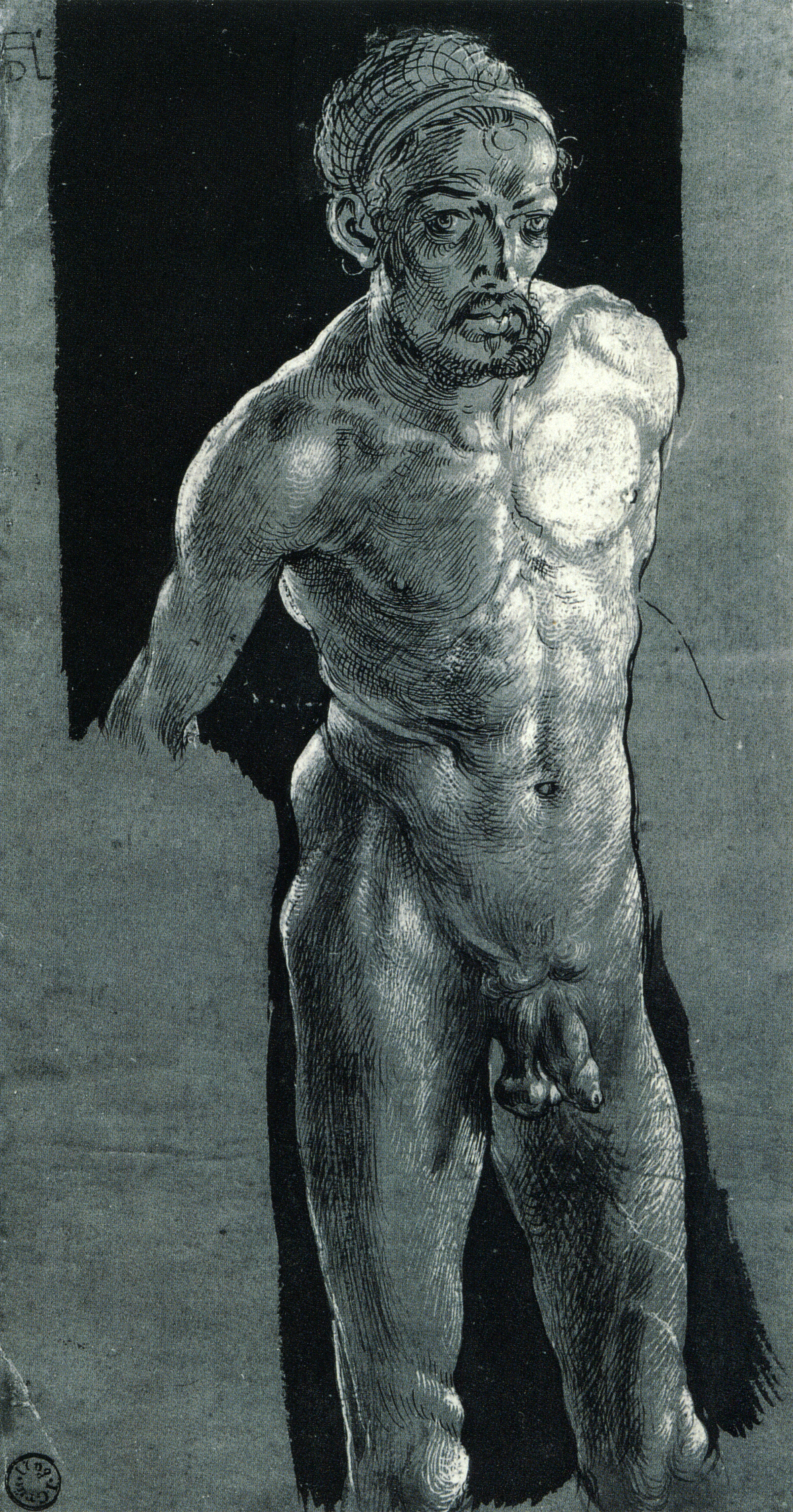
Albrecht Dürer, Zelfportret na ziekte, circa 33-jarige leeftijd. Pen, penseel en krijt.

Daar heeft hij in zijn laatste jaren, tussen 1521 en 1528, een minder grote productie gehad. Hij graveerde onder meer de portretten van Frederik III van Saksen, de humanistische geleerde en jeugdvriend Willibald Pirckheimer, Philipp Melanchthon en Erasmus van Rotterdam.

### Overlijden
Hij werd na zijn overlijden in 1528 op de begraafplaats van het Johannisfriedhof ter aarde besteld en liet zijn weduwe een groot huis na, thans het Albrecht Dürer Huis, waar hij ook zijn atelier had. Zij stierf er in 1539.

## Invloed Italiaanse renaissance
Dürer was een van de eerste Noord-Europese kunstenaars die de sfeer van de Italiaanse renaissance tijdens een verblijf in Italië onderging. De belangrijkste invloeden op zijn werk zijn die van Andrea Mantegna en Antonio del Pollaiolo geweest, later kwam hij onder invloed te staan van de Venetiaan Giovanni Bellini. Niet alleen door de toepassing van het centraal perspectief, schildertechniek maar ook filosofisch-cultureel is Dürer voor de Noord-Europese kunst een doorbraak. Voor het eerst heeft een noorderling, doordrenkt door het Italiaanse humanisme van Michelangelo en Dante, de moed zichzelf in een frontale zelfverzekerde pose op een doek te plaatsen. De talrijke zelfportretten van de schilder zijn niet alleen persoonlijke, maar ook cultuurhistorische documenten. 
Het oudste geschilderde zelfportret van Dürer dateert van 1493. Dit schilderij in olieverf hangt nu in het Louvre te Parijs.

## Houtsneden
Het bekendste is Dürer geworden door zijn houtsneden. Hij profiteerde van de toen tamelijk jonge techniek om zijn werk over heel Europa te kunnen verspreiden. Zelfs in Italië, toch het belangrijkste kunstland indertijd, had hij belangrijke invloed, bijvoorbeeld op de schilder Pontormo. De biograaf Vasari kraakt in zijn Vite Pontormo af voor het te excessief gebruik van Dürers vormentaal, maar wijst er ook op dat Jacopo in ieder geval niet de enige was die zijn voorbeelden zo af en toe volgde. Het gaat hier om de houtsnedes van de Grote en de Kleine Passie van Albrecht Dürer uit 1498 en 1511. Ook zijn Apocalyps-serie met onder meer Die vier apokalyptischen Reiter is bekend. Deze serie had een belangrijke invloed op het werk van de Engelse dichter-graficus William Blake.

## Gravures

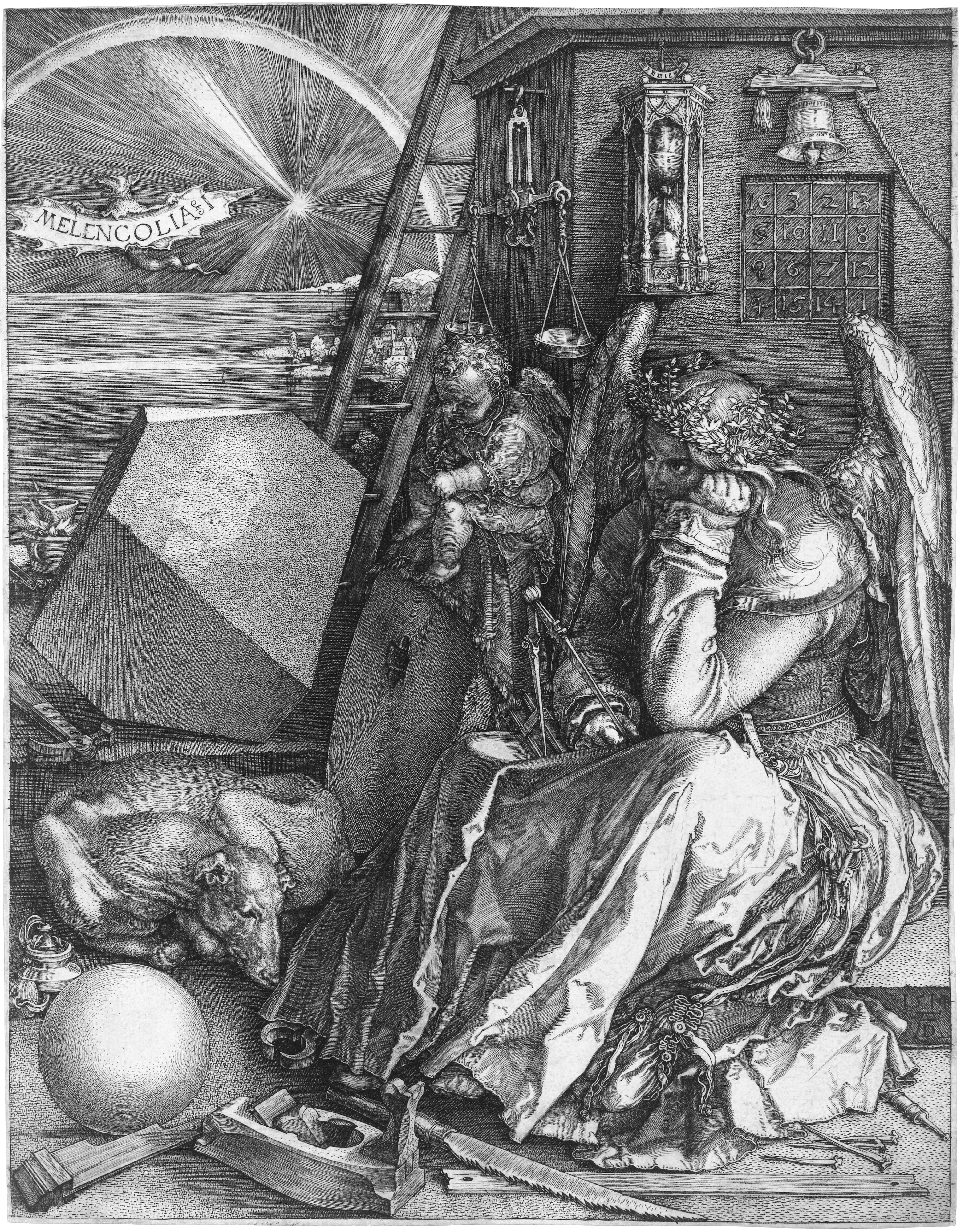
Melencolia I, 1514, gravure

Melencolia I
Een van Dürers bekendste prenten is Melencolia I, die een visie geeft op de melancholie. De Romeinse I slaat waarschijnlijk op het type zwartgalligheid, volgens de indeling in drie types door de Duitse humanist Cornelius Agrippa. Bij type I, Melencholia Imaginativa, waar kunstenaars aan zouden lijden, heeft verbeelding de overhand op verstand.
- Rechtsonder zit een trieste figuur met vleugels (engel of genius, het geslacht is niet duidelijk). De figuur steunt het hoofd op de linkerhand en kijkt verbijsterd voor zich uit, ondanks de lauwerkrans. De lichaamshouding is die van de vroegere voorbeelden van melancholie, de oude man Saturnus. In de rechterhand een passer en daaronder een boek. De genius draagt een weelderige jurk met in de plooien een geldbeurs en sleutels. Ondanks alle middelen zit de figuur er verslagen bij, de kern van de melancholie.
- Overal symbolische voorwerpen en dieren. Aan de voeten van de figuur liggen een bol en links een groot veelvlak (een romboëder). Een hond - symbool van de trouw - ligt in een kronkel te slapen.
- Boven het hoofd hangen een weegschaal in evenwicht, een zandloper, een doodsklok en een tovervierkant met het jaartal 1514 erin, waarvan alle diagonalen, rijen, kolommen en 2x2 hoeken opgeteld het getal 34 opleveren: symbolen van wiskunde, de nieuwe wetenschappelijke ontdekkingen en de vergankelijkheid.
- In het midden een putto op een molensteen die schrijft
- Op de grond een hamer, een schaaf, graveerstiften en een zaag, gereedschap van timmerman en kunstenaar.
- Op de achtergrond links een regenboog, een fel licht (zon of komeet) en een vleermuis die de titel Melencolia I van de prent als banier draagt en een ladder. In de verte een stad aan de kust van een zee of meer, waarin het felle licht weerkaatst.

Een interpretatie is dat de vleugels verwijzen naar de goddelijkheid van de ziel, maar deze mens is niet goddelijk, want aan de aarde gebonden. De symbolen staan voor het wikken en wegen van de mens, die zich ondanks kennis en wetenschap na de arbeid onbevredigd voelt met het tijdelijke en vergankelijke. De melancholie komt voort uit onzekerheid over het bestaan. De goddelijke bovenzinnelijke werkelijkheid die op de achtergrond nog duidelijk aanwezig is, werd vanaf de vijftiende eeuw langzamerhand verdrongen door het 'nieuwe licht'. Dat licht valt rechts buiten beeld op de figuur en stelt de ontwikkeling van de empirische wetenschappen voor. Melancholie en vertwijfeling is het gevolg van de tweespalt tussen twee totaal verschillende mens- en wereldbeelden.
De Melencolia I wordt ook genoemd in het boek Het Verloren Symbool van Dan Brown. Hierin staat op een doosje waarin de gouden deksteen van een piramide wordt bewaard: 1514 AD. AD staat voor Albrecht Dürer, en 1514 is een verwijzing naar de Melencolia I.
Ridder, Dood en Duivel
Ridder, Dood en Duivel is een gravure die Dürer in 1513 maakte. Deze gravure toont aan dat Dürer een techniek ontwikkelde die het mogelijk maakt schilderachtige overgangen te maken van licht naar donker.

## Vestingbouw

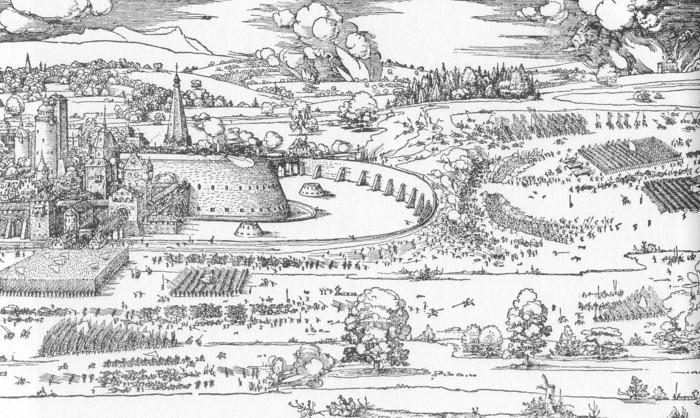
Een houtsnede van Dürer uit 1527 demonstreert zijn ontwerpen voor verdedigingswerken in een oorlog

Tevens heeft Dürer zich beziggehouden met het ontwerpen van versterkingen voor steden. In 1527 verscheen zijn boek Etliche Unterricht zur Befestigung der Stadt, Schloss und Flecken. Hierin beschrijft hij hoe stadsmuren beter bestand gemaakt kunnen worden tegen het toen moderne kanonnenvuur. Hij stelde voor om grote, halfronde, naar buiten uitspringende torens te bouwen. Inwendig werden zij voorzien van overwelfde ruimten, eventueel onderverdeeld in meerdere verdiepingen. In deze ruimten konden het geschut en de bediening gedekt worden opgesteld. Zij worden over het algemeen beschouwd als voorlopers van het bastion. Door de enorme afmetingen van deze bouwwerken en de hoge kosten die men moest maken om een stad volgens Dürers methode te bevestigen, is zijn methode zelden op grote schaal in de praktijk gebracht. Van de Nederlandse steden wordt aangenomen dat Sittard op een versimpelde manier volgens de Dürermethode was versterkt. Fort Sanderbout, naast de voormalige Putpoort, is een overblijfsel van een bastei. In Nijmegen is onlangs (2017-2018) een bastei blootgelegd aan de Waalkade (De Bastei, museum voor cultuur- en natuurhistorie). Deze is inmiddels te bezichtigen, tezamen met talloze andere archeologische vondsten uit de Romeinse tijd tot aan de eerste helft van de 20ste eeuw.
Tevens was Dürer schermleerling en heeft in 1512 een boek uitgegeven waarin een groot aantal voorbeelden van het gebruik van diverse wapens worden gegeven. Hierin geeft hij aandacht voor het bastaardzwaard, "Messer", rondeeldolk en worsteltechnieken.

## Werk in openbare collecties (selectie)

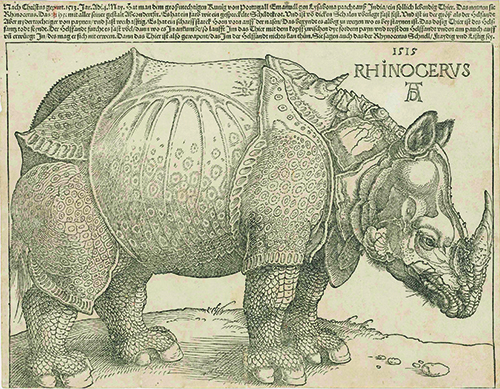
Rhinocerus, 1515, uit de collectie van The Phoebus Foundation

### België
- Museum Plantin-Moretus, Antwerpen
- KBR, Prentenkabinet, Brussel
- Museum van Elsene, Elsene

### Nederland
- Museum Boijmans Van Beuningen, Rotterdam[3]
- Rijksmuseum Amsterdam[4]

### Duitsland
- Alte Pinakothek, München
- Gemäldegalerie Alte Meister, Dresden
- Germanisches Nationalmuseum, Neurenberg
- Staatliche Museen zu Berlin, Berlijn
- Städel Museum, Frankfurt
- Suermondt-Ludwig-Museum, Aken
- Schlossmuseum Schloss Friendenstein, Gotha (Thüringen)

### Tsjechië
- Nationale Galerie, Praag

### Frankrijk
- Louvre, Parijs

### Italië
- Accademia Carrara, Bergamo

### Oostenrijk
- Albertina, Wenen
- Kunsthistorisches Museum Wien, Wenen

### Spanje
- Museo del Prado, Madrid

### Verenigd Koninkrijk
- National Gallery, Londen
- British Museum, Londen

### Verenigde Staten
- Metropolitan Museum of Art, New York
- Los Angeles County Museum of Art, Los Angeles

In 2007 werd Melencolia I, prent uit de collectie Fodor van het Amsterdam Museum tentoongesteld in het Armando Museum in Amersfoort. Daar brak op 22 oktober een felle brand uit. Hierbij is het werk verloren gegaan.

## Galerij

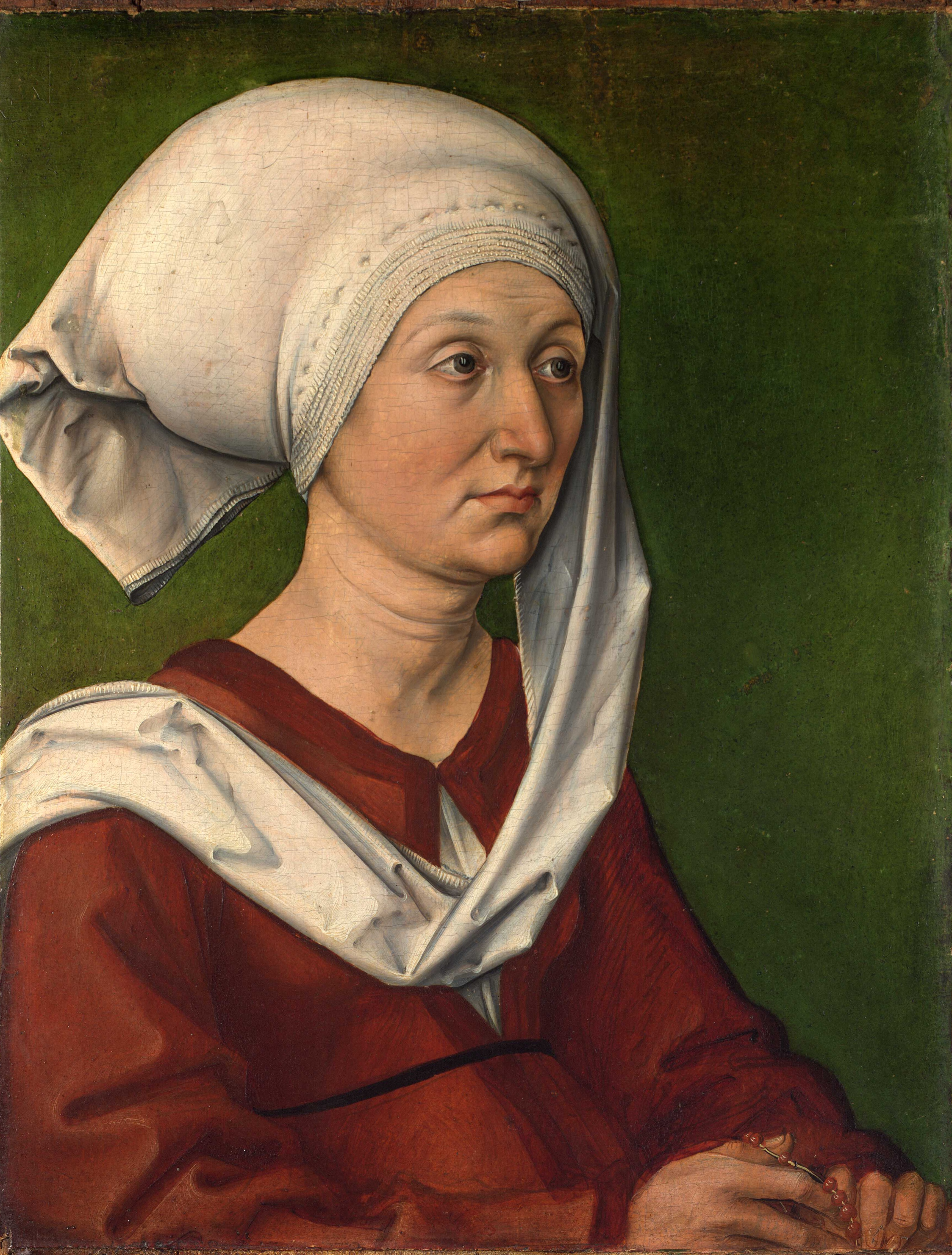
Portret van zijn moeder
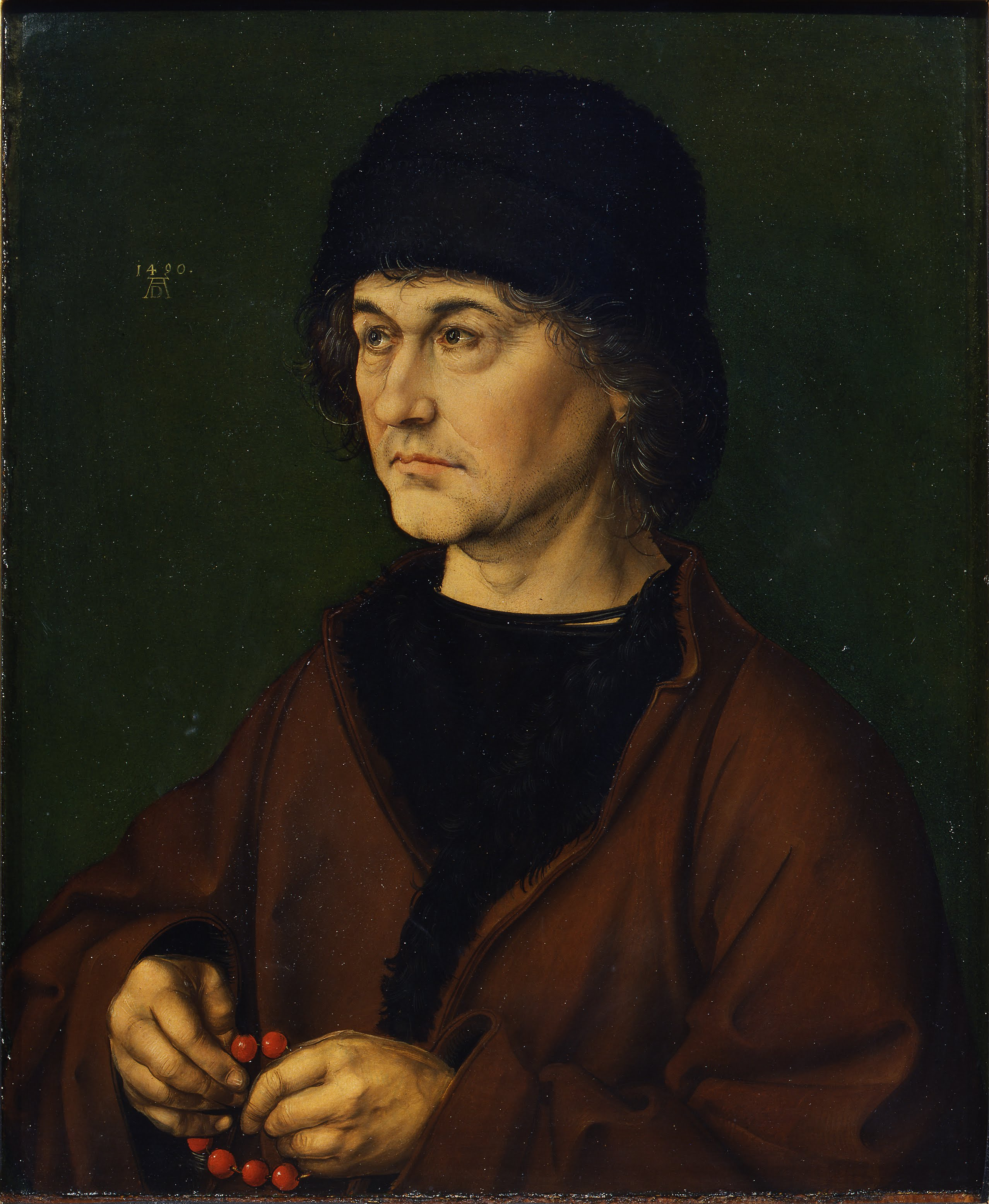
Portret van zijn vader, 1490 (vroegste overlevende schilderij van Dürer)
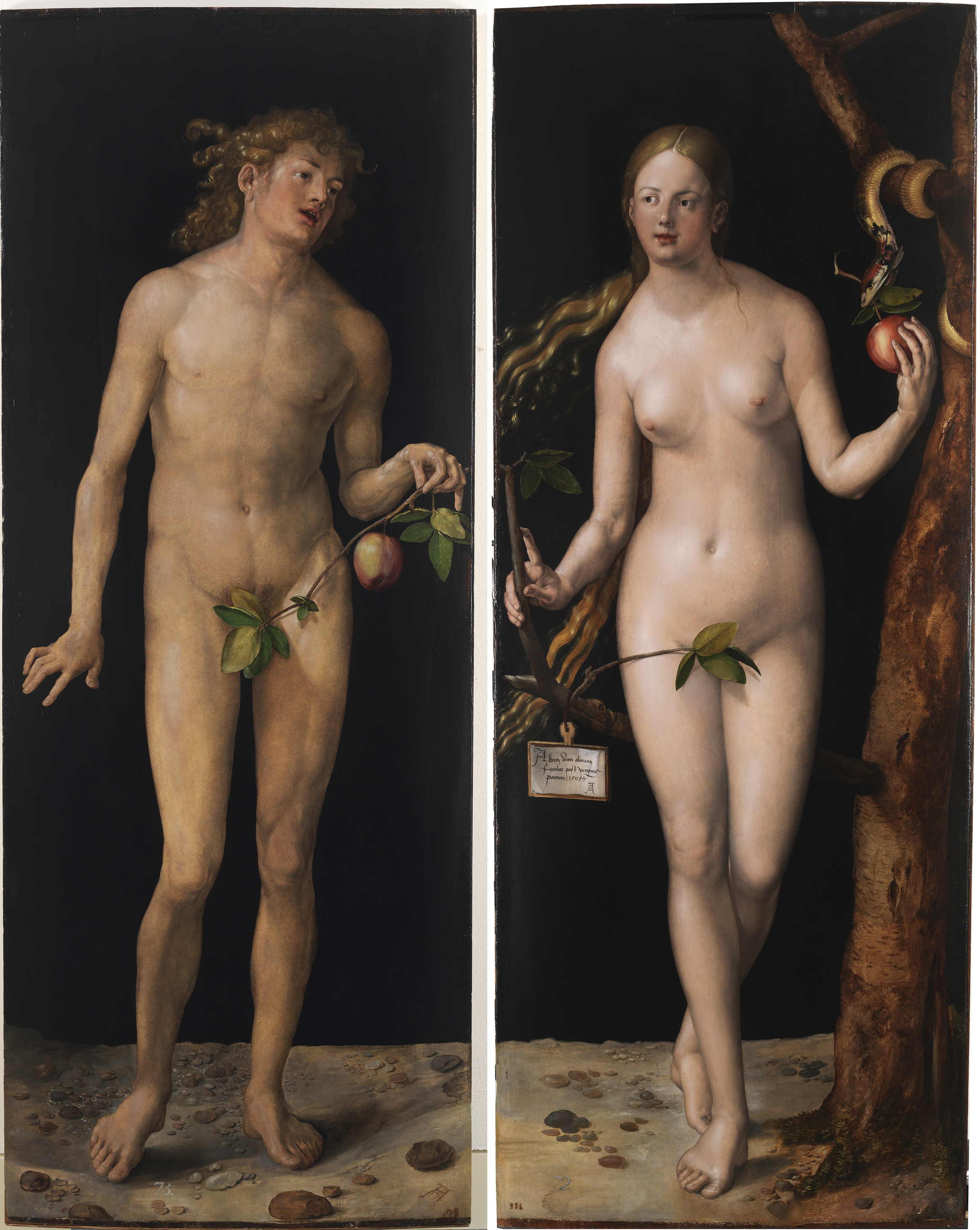
Adam en Eva, 1507
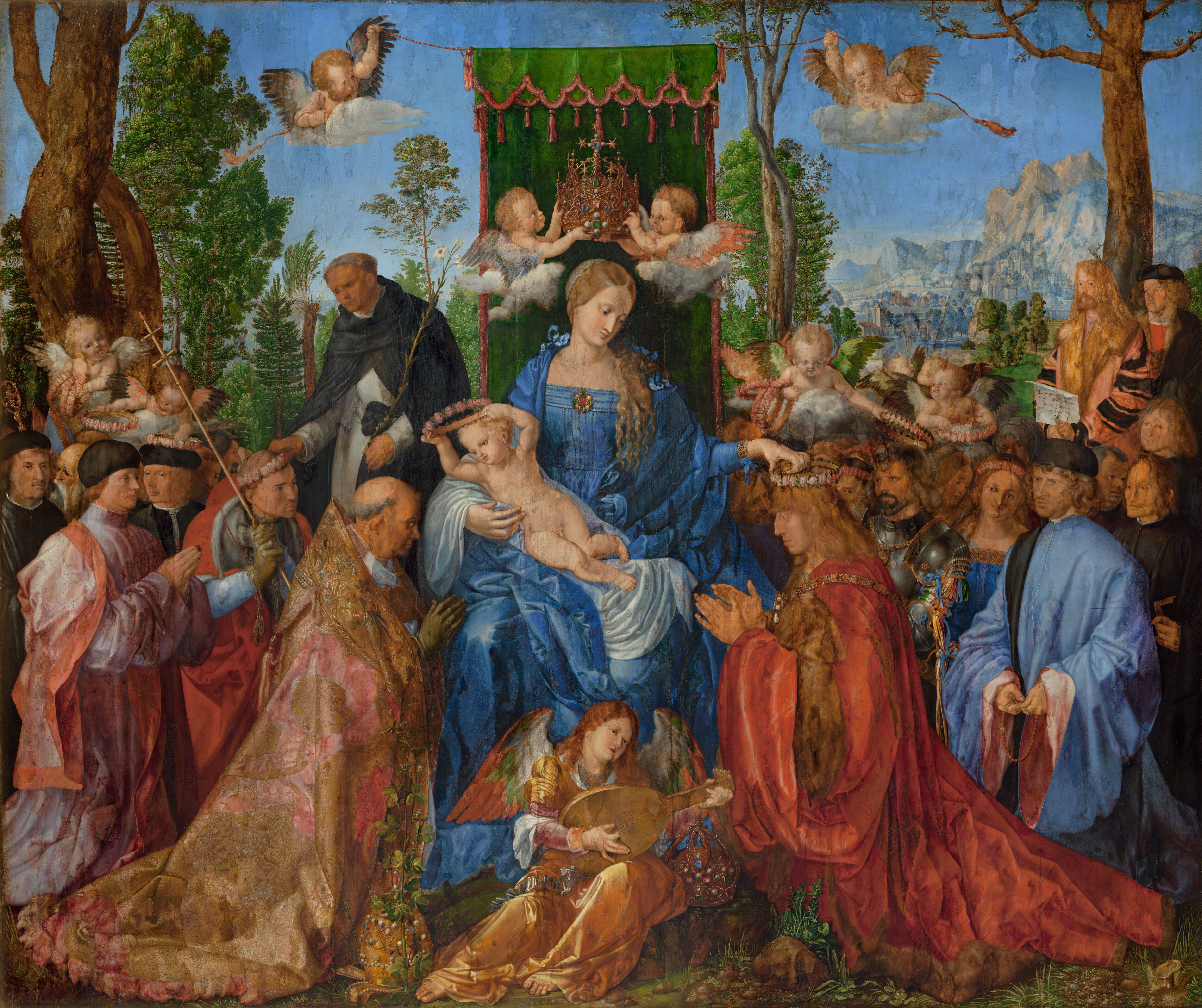
Rozenkransfeest, altaarstuk 1506, Nationale Galerie, Praag
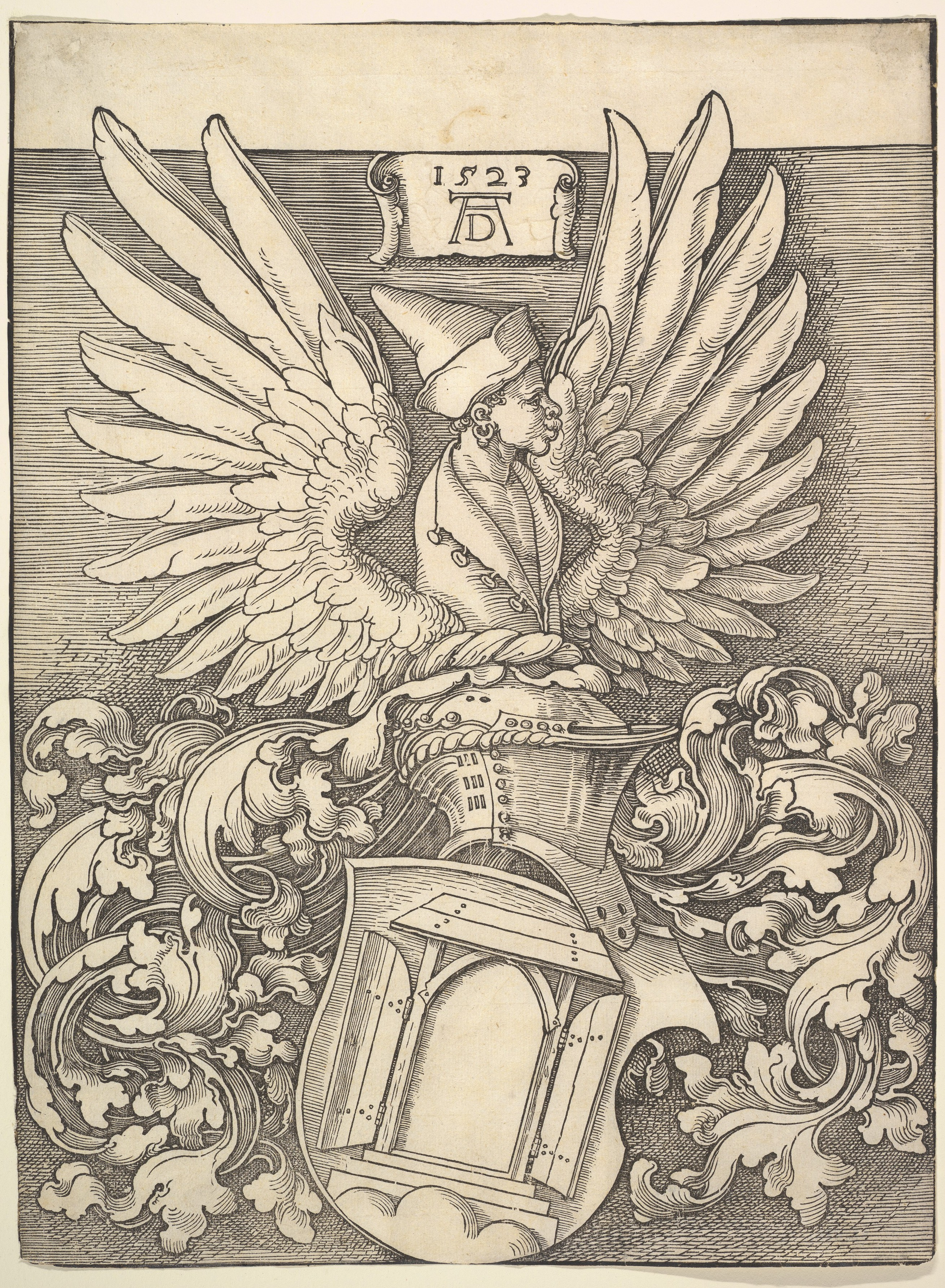
Houtsnede van Dürer van zijn wapenschild, met een 'deur' (Tür) en een gevleugelde buste van een Moor, 1523
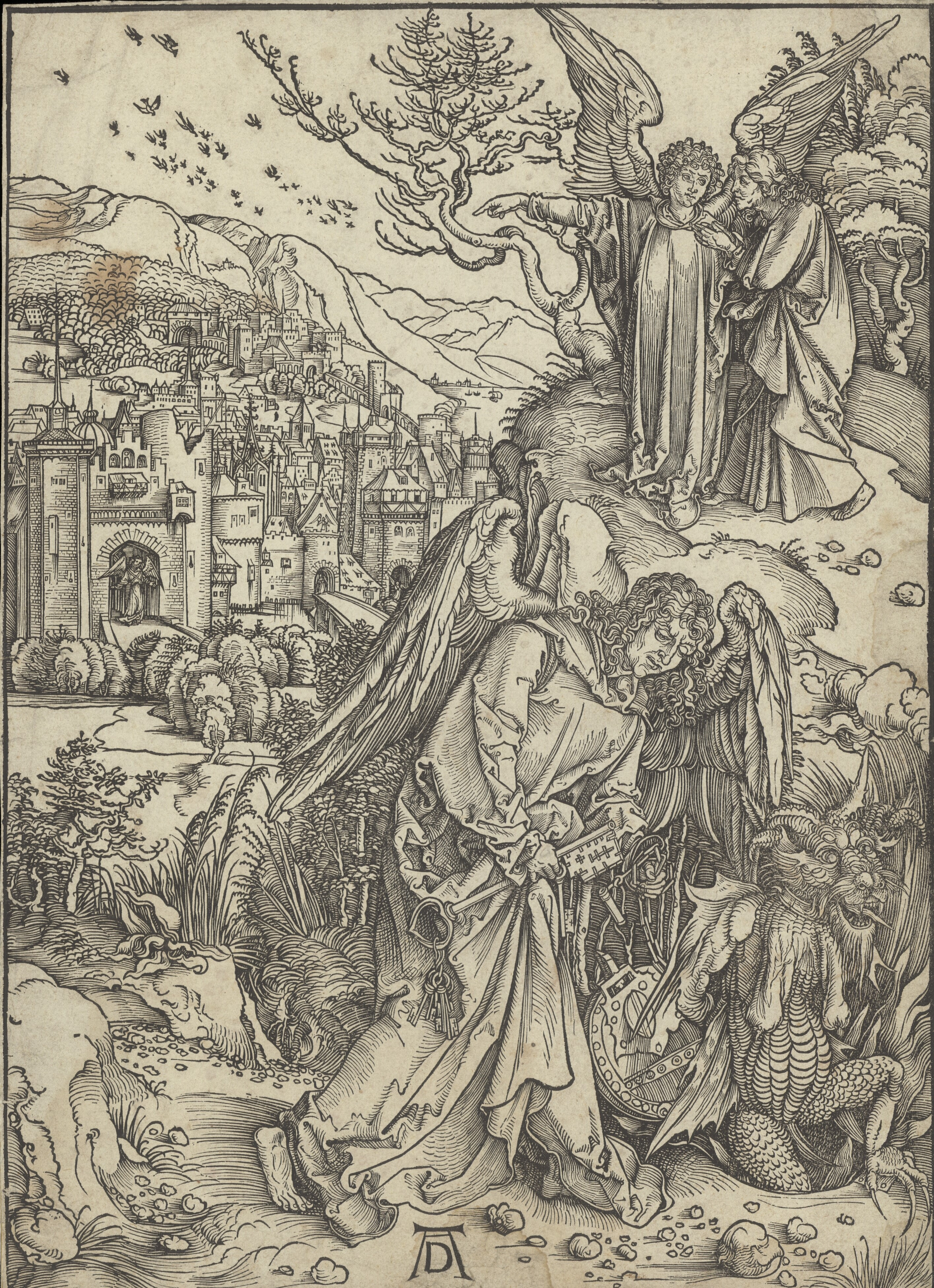
Print van "De Engel met de sleutel van de afgrond". Albrecht Dürer, 1498.